# Raimonds Bergmanis
Raimonds Bergmanis (ur. 25 lipca 1966 w Pļaviņas) – łotewski sztangista, strongman i polityk, trzykrotny uczestnik igrzysk olimpijskich, poseł na Sejm, od 2015 do 2019 minister obrony.

## Życiorys

### Kariera sportowa
Raimonds Bergmanis jest synem sztangisty, który był jego pierwszym trenerem. Trenował podnoszenie ciężarów, startował w najwyższej kategorii wagowej, znajdował się w składzie łotewskich drużyn olimpijskich. Wystąpił w Barcelonie w 1992 (14. miejsce), Atlancie w 1996 (9. miejsce) i Sydney w 2000 (niesklasyfikowany). W uroczystości otwarcia Letnich Igrzysk Olimpijskich 1992 był chorążym swojego kraju.
Wielokrotnie brał udział w zawodach strongman. Stał się najlepszym łotewskim strongmanem, wywalczył m.in. tytuł drugiego wicemistrza świata (2002), drugiego wicemistrza Europy (2003) i drużynowego drugiego wicemistrza świata par (2004).
Łącznie wziął udział osiem razy w indywidualnych Mistrzostwach Świata Strongman – w latach 1996, 1997, 1999, 2001, 2002, 2003, 2004 i 2005 (IFSA). W 1999 i 2001 nie zakwalifikował się do finału. Czterokrotnie wystąpił w elitarnych zawodach siłaczy Arnold Strongman Classic rozgrywanych w Columbus (2002, 2003, 2004 i 2006).

### Działalność zawodowa i polityczna
W 1991 ukończył chemię na Ryskim Uniwersytecie Technicznym, a w 2003 studia z zakresu wychowania fizycznego na Łotewskiej Akademii Wychowania Fizycznego. Od 1992 był urzędnikiem w departamencie sportu ministerstwa edukacji, później instruktorem w administracji sportowej. Pracował następnie jako instruktor oddziałów specjalnych oraz w ochronie parlamentu i prezydenta Łotwy. Od 2008 zatrudniony na stanowiskach doradczych m.in. w resorcie obrony.
W wyborach w 2014 uzyskał mandat posła na Sejm XII kadencji z ramienia Związku Zielonych i Rolników (jako przedstawiciel Łotewskiej Partii Zielonych). 8 lipca 2015 został ministrem obrony w rządzie Laimdoty Straujumy. Stanowisko to zachował również w powołanym w lutym 2016 rządzie Mārisa Kučinskisa.
W 2018 został wybrany do łotewskiego parlamentu na kolejną kadencję. W styczniu 2019 zakończył pełnienie funkcji rządowej. W 2022 utrzymał mandat deputowanego z ramienia koalicji Zjednoczona Lista.

## Odznaczenia
- Medal Rady Bałtyckiej – 2024[12]

## Rekordy życiowe
- wyciskanie: 212 kg
- przysiad: 330 kg
- martwy ciąg: 350 kg

## Osiągnięcia w zawodach strongman
- 1996
  - 7. miejsce – Mistrzostwa Świata Strongman 1996, Mauritius
- 1997
  - 1. miejsce – Mistrzostwa World Muscle Power
  - 5. miejsce – Mistrzostwa Świata Strongman 1997, USA
- 1998
  - 2. miejsce – Mistrzostwa World Muscle Power
- 2000
  - 4. miejsce – Mistrzostwa Europy Strongman 2000
- 2001
  - 7. miejsce – Drużynowe Mistrzostwa Świata Par Strongman 2001
- 2002
  - 5. miejsce – Arnold Strongman Classic, USA
  - 3. miejsce – Mistrzostwa Świata Strongman 2002, Malezja
  - 7. miejsce – Super Seria 2002: Sztokholm
- 2003
  - 4. miejsce – Super Seria 2003: Oahu
  - 2. miejsce – Super Seria 2003: Hawaje
  - 3. miejsce – Arnold Strongman Classic
  - 3. miejsce – Puchar Świata Strongman 2003
  - 4. miejsce – Super Seria 2003: Silvonde
  - 3. miejsce – Mistrzostwa Europy Strongman 2003
  - 7. miejsce – Super Seria 2003: North Bay
  - 3. miejsce – Super Seria 2003: Imatra
  - 5. miejsce – Mistrzostwa Świata Strongman 2003, Zambia
  - 2. miejsce – Drugie zawody Polska kontra Reszta Świata
- 2004
  - 3. miejsce – Arnold Strongman Classic
  - 4. miejsce – Super Seria 2004: Moskwa
  - 3. miejsce – Drużynowe Mistrzostwa Świata Par Strongman 2004
  - 4. miejsce – Mistrzostwa Świata Strongman 2004, Bahamy (awansował o jedno miejsce po dyskwalifikacji Mariusza Pudzianowskiego)
- 2005
  - 4. miejsce – Mistrzostwa Europy IFSA Strongman 2005
  - 5. miejsce – Mistrzostwa Świata IFSA Strongman 2005, Kanada
- 2006
  - 8. miejsce – Arnold Strongman Classic